# Římskokatolická farnost Trnava u Třebíče
Římskokatolická farnost Trnava je jedno z územních společenství římských katolíků v Trnavě a městě Třebíči, s farním kostelem svatých Petra a Pavla.

## Území farnosti

Farnosti na území města Třebíče

Do farnosti náleží území obce Trnava a dvě části města Třebíče:
- Pocoucov s kaplí sv. Petra a Pavla a
- Ptáčov s kaplí sv. Cyrila a Metoděje.

## Historie farnosti
První písemná zmínka se nachází v zakládací listině třebíčského kláštera benediktinů z roku 1101. Stavba nekatolické modlitebny byla zahájena roku 1618. V pozdějších letech došlo k její přestavbě na katolický kostel, který byl zasvěcen apoštolům sv. Petru a Pavlu.

## Duchovní správci
Farnost vznikla přeměnou z lokálie roku 1859. Prvním farářem v novém kostele byl Nivard Javůrek, žďárský cisterciák (1785–1804); dlouhá léta zde působil František Veverka (1826–1855). Farnost je nyní spravována excurrendo z rudíkovské farnosti. Od 1. září 2004 byl administrátorem excurrendo P. Václav Knotek. Toho od srpna 2017 vystřídal R. D. Mgr. Milan Těžký. 

## Bohoslužby
| Kostel            | Místo  | Bohoslužba     | Bohoslužba | Poznámka     |
| ----------------- | ------ | -------------- | ---------- | ------------ |
| sv. Petra a Pavla | Trnava | neděle čtvrtek | 8.00 17.00 | farní kostel |

## Aktivity ve farnosti
Dnem vzájemných modliteb farností za bohoslovce a bohoslovců za farnosti brněnské diecéze je 20. září. Adorační den připadá na 10. května.
Každoročně se ve farnosti koná tříkrálová sbírka.